# Ivan Nikitin

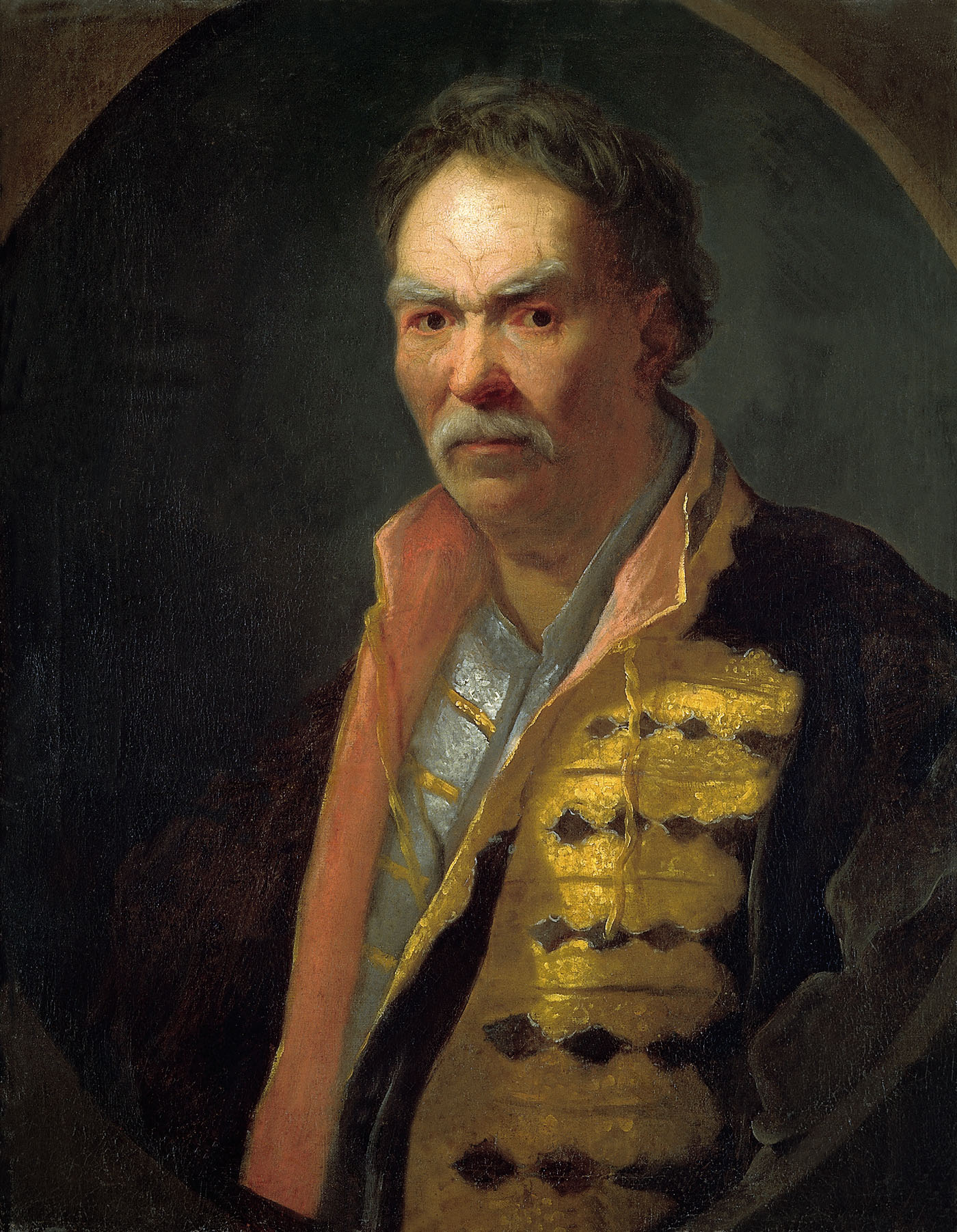
Portret van een hetman, jaren 1720

Ivan Nikititsj Nikitin (Moskou, ca. 1670 - 1741 of 1742) was een Russische schilder van portretten en veldslagen.

## Biografie
Ivan Nikitin werd in Moskou geboren als zoon van een orthodoxe priester. Zijn eerste lessen leerde hij van de Nederlandse kunstenaar Adriaan Schoonebeek in het graveeratelier van het Arsenaal van het Kremlin. Het arsenaal verhuisde naar Sint Petersburg. Hij werd samen met zijn broer Roman door Peter de Grote van 1716 tot 1720 naar Italië gestuurd om in Florence en Venetië de schilderkunst te leren. Na zijn terugkeer werd Nikitin de favoriete hofschilder van Peter de Grote. Hij werkte zowel in Moskou als in Sint Petersburg.
Na de dood van Peter de Grote in 1725 bleef Nikitin werkzaam aan het hof, tot 1732, toen hij en zijn broers Roman en Rodion (deken van de Verkondigingskathedraal in het Kremlin van Moskou) werden gearresteerd wegens de distributie van pamfletten tegen de vice-procurator van de synode Theophan Prokopovitsj. Ivan werd gemarteld en vijf jaar gevangengezet in de Petrus-en-Paulusvesting, daarna gegeseld en verbannen naar Tobolsk. Ze kregen amnestie van Anna van Rusland in 1740. Op verzoek van de nieuwe keizerin Elisabeth van Rusland reisde Nikitin terug van Tobolsk naar Sint Petersburg. Hij stierf tijdens de reis eind 1741 of begin 1742.

## Werk

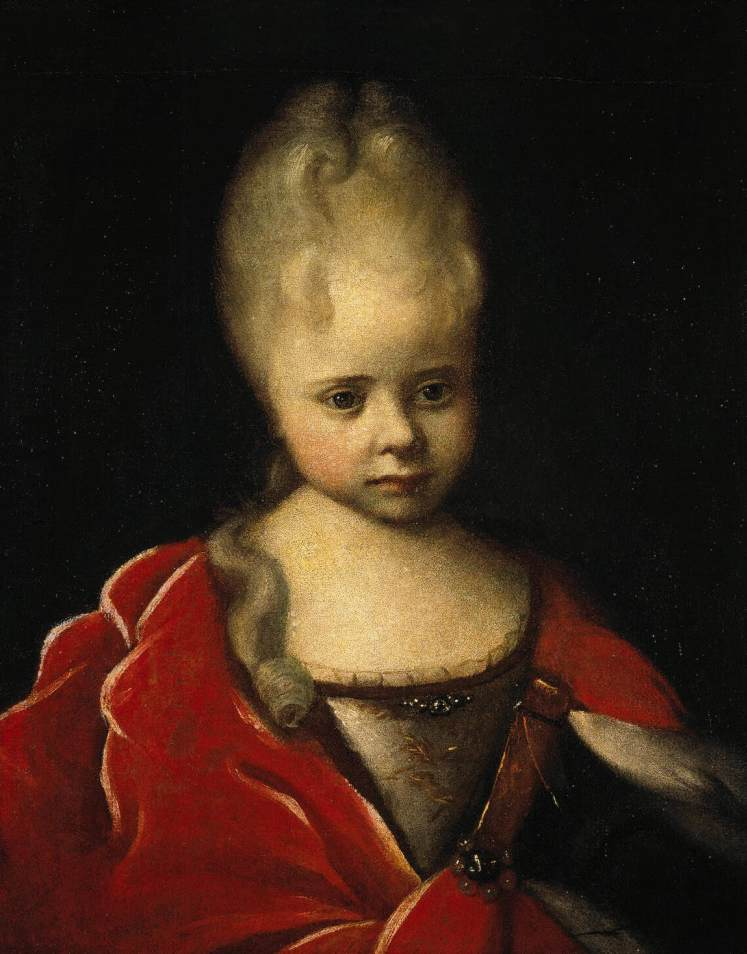
Prinses Elisabeth, 1712–1713
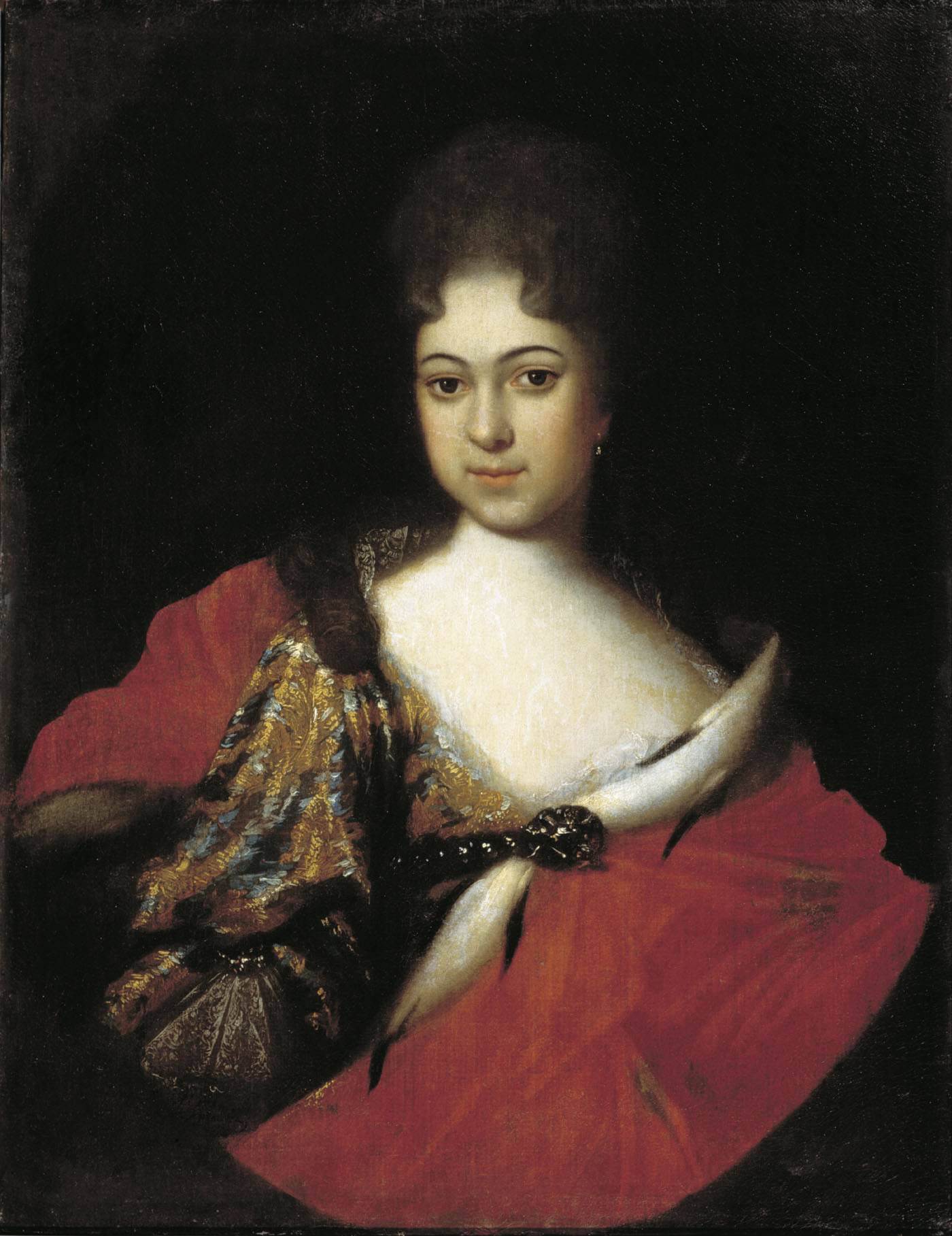
Tsarevna Praskovja Ivanovna, 1714
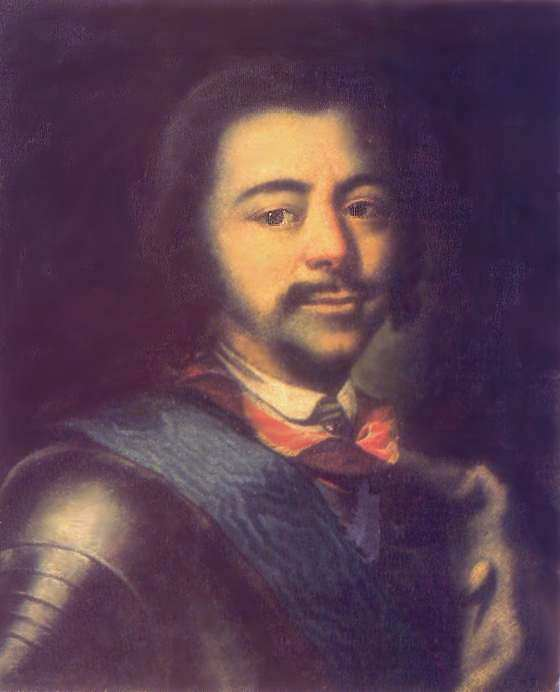
Peter de Grote, 1715–1716
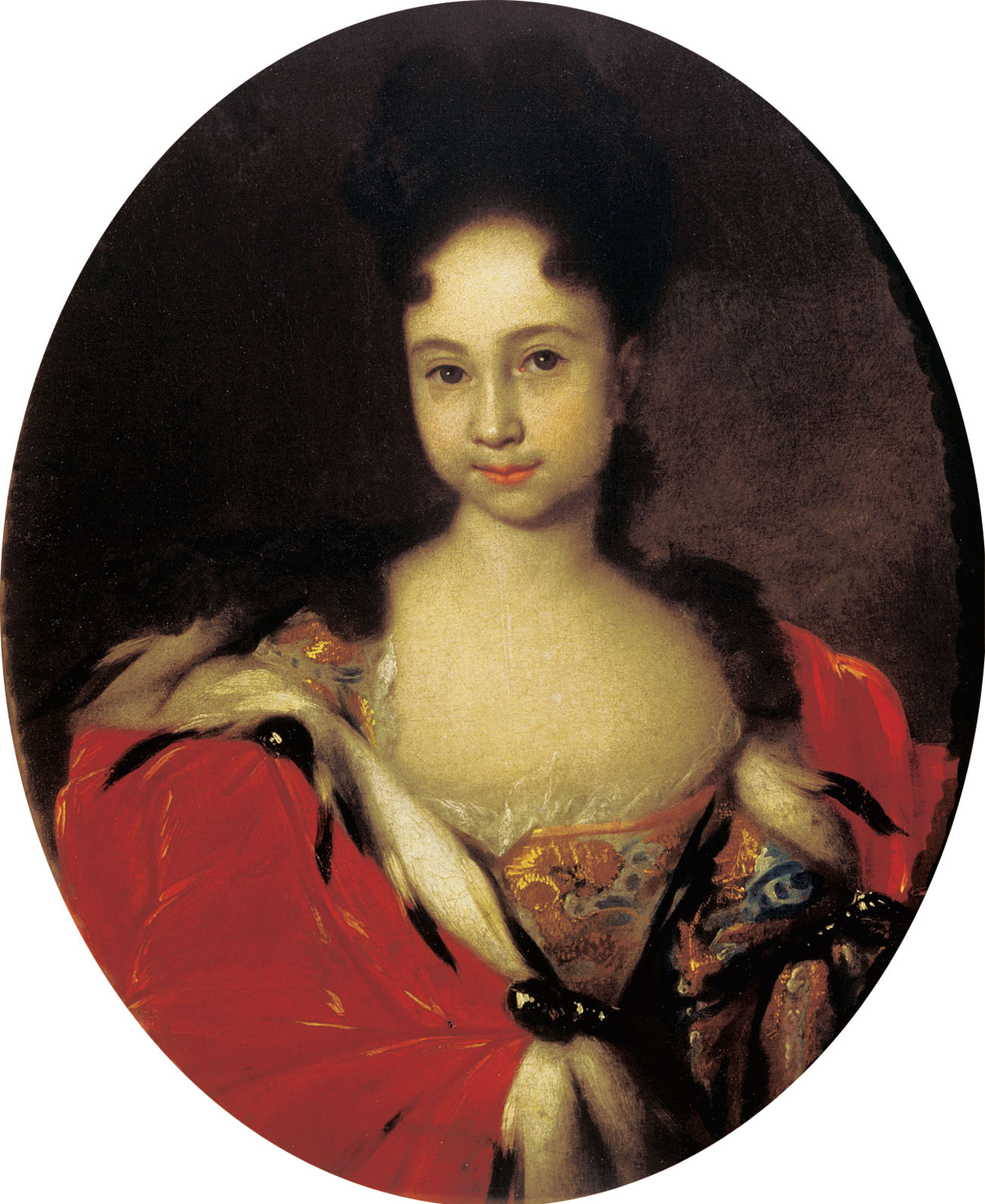
Groothertogin Anna Petrovna, voor 1716
Tsarevna Natalja Aleksejevna 1716
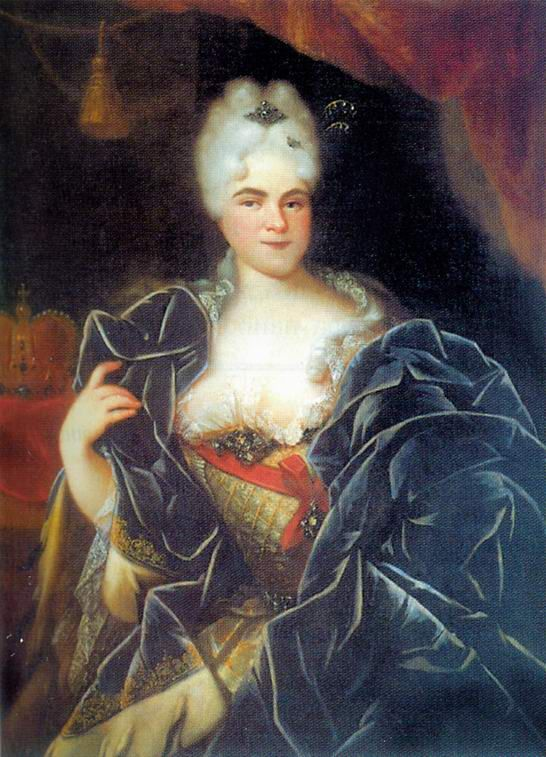
Catharina I van Rusland, 1717
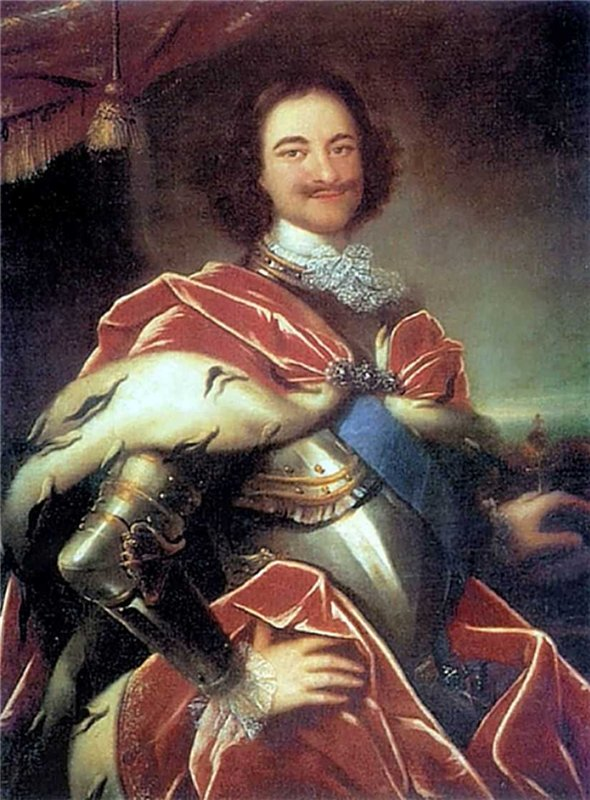
Peter de Grote, 1717
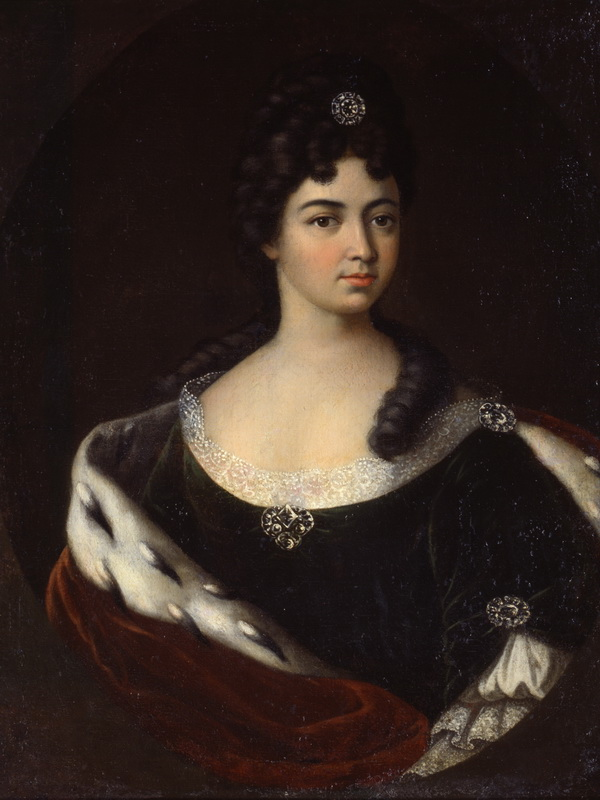
Maria Cantemir
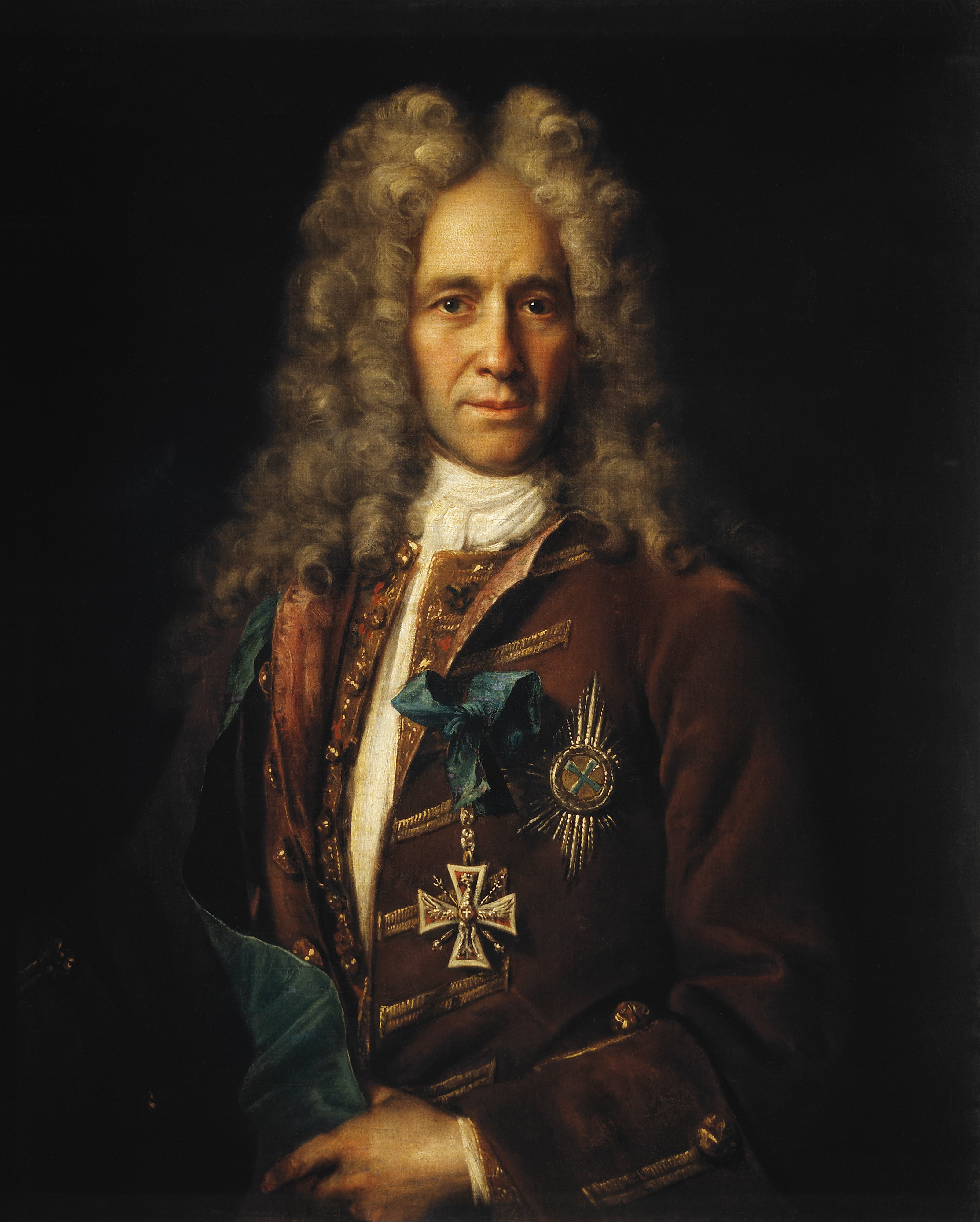
Kanselier G. I. Golovkin jaren 1720
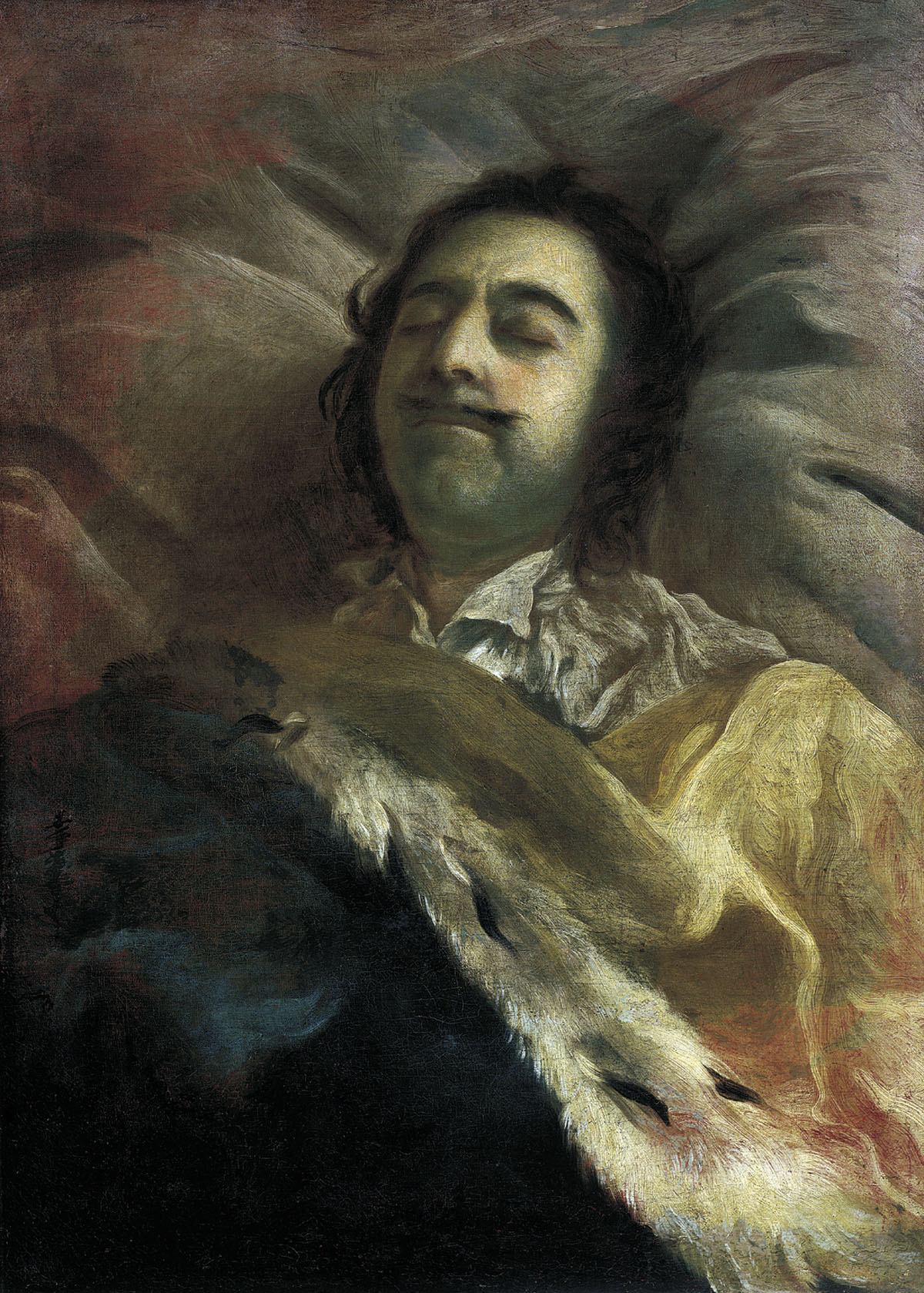
Peter de Grote op zijn sterfbed, 1725
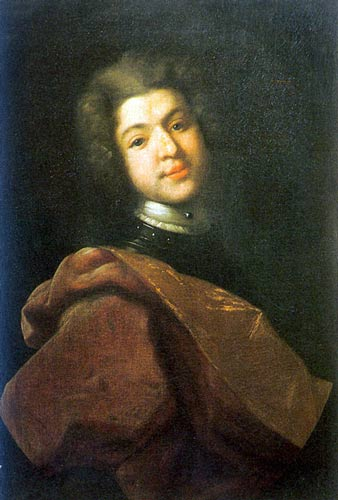
Baron  Sergej Grigorijevitsj Stroganov, 1726
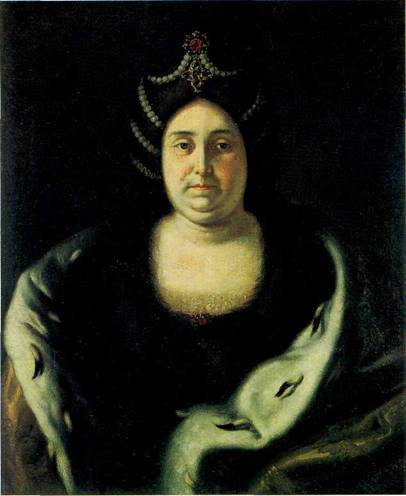
Tsarina Praskovja Saltykova